# Вилијам Табман
Вилијам Ваканарат Шадрач Табман (енгл. William Vacanarat Shadrach Tubman; Харпер, 29. новембар 1895 — Лондон, 23. јул 1971) био је политичар и 19. председник Либерије. На положају председника био је од 1944. до 1971. године.

## Биографија
Рођен је у граду Харперу, Либерија. Основну и средњу школу завршио је у родном месту. Од 1910. до 1917. је учествовао у неколико војних операција и постао официр. Након студија права код више приватних предавача, постао је адвокат 1917. године.
Убрзо је постао члан владајуће партије и 1923. изабран у Сенат Либерије. Тако је постао најмлађи сенатор у историји Либерије. Повукао се из Сената 1931. како би бранио Либерију пред Друштвом народа због оптужби за да се у земљи практикује робовски рад. Затим се поновно вратио у Сенат до 1937, када је постављен за судију Врховног суда Либерије, функција коју је вршио до 1943. године.
Децембра 1942, поставило се питање ко ће да наследи дотадашњег председника Едвина Барклеја. Без нарочито јаке конкуренције, Табман је изабран за новог председника 4. маја 1943. и положио заклетву 3. јануара 1944. године. Један од његових првих потеза било је проглашење рата Немачкој и Јапану 27. јануара 1944. године. Табман се после рата у спољној политици повезао првенствено с САД-ом.
Табман је током првих година свог мандата покренуо страна улагања у Либерију, а највећи улагач биле су Сједињене Државе. Просечан годишњи привредни раст Либерије између 1950. и 1960. био је 11,5%. Од почетка 1960-их, Либерија је ушла у период просперитета, што је била последица модернизације инфраструктуре. Табман је такође спроводио политику националног јединства како би смањио тензије и разлике између Либеријаца-бивших робова из САД и домородачких племена. Међутим, пред крај владавине је користио све ауторитарније методе, посебно након покушаја атентата 1955. године.
Умро је у клиници у Лондону, а наследио га је дугогодишњи потпредседник Вилијам Толберт. Разне турбуленције и превирања у наредним владама, те избијање грађанског рата 1990-их уништили су привредни просперитет Либерије из 1960-их.
Табмана због његових постигнућа данас у Либерији сматрају „оцем модерне Либерије“.